# NGC 1499
NGC 1499 ist die Bezeichnung für eine HII-Region im Sternbild Perseus. NGC 1499 liegt 36' nördlich von ξ Persei und wird wegen seiner Form auch als Kaliforniennebel bezeichnet.

## Entdeckung
Der Kaliforniennebel wurde am 3. November 1885 vom amerikanischen Astronomen Edward Barnard entdeckt und kurz darauf von Johan Dreyer in dessen 1888 erschienenen New General Catalogue aufgenommen.

## Astronomische Bedeutung
Der Nebel ist mit 1000 Lichtjahren Entfernung die uns am nächsten liegende HII-Region, ein Sternentstehungsgebiet. Die Wolke wird vermutlich von dem nahgelegenen Stern ξ Persei zum Leuchten angeregt.
Wegen seiner geringen Flächenhelligkeit ist die Form des Nebels nur auf langbelichteten Aufnahmen zu erkennen. Mit dem bloßen Auge kann er nur in sehr dunklen Nächten wahrgenommen werden.